# 引き寄せの法則
引き寄せの法則（ひきよせのほうそく、英: Law of attraction）は、19世紀アメリカ合衆国で始まったキリスト教における一種の異端的宗教・霊性運動の潮流ニューソートにおける、ポジティブな思考が良い経験を、ネガティブな思考が悪い経験を、人生にもたらすという信念であり、科学という視点から見れば疑似科学である。ポジティブ・シンキング、積極思考とも。人とその思考は「純粋なエネルギー」で出来ており、同種のエネルギーが同種のエネルギーを引き寄せるプロセスが存在すると信じ、そのプロセスに沿うことで、人は健康、富、人間関係を向上させることができると考える。しかし引き寄せの法則を裏付ける実証的な科学的根拠はない。
引き寄せの法則の支持者たちは、概ね、認知リフレーミングのテクニックと肯定、創造的視覚化（英：Creative visualization、意図的で具体的な、視覚的イメージの想起）を組み合わせることで、制限された、または自己破壊的な（「ネガティブ」）思考を、より強力な、適応的な（「ポジティブ」）思考に置き換えることができると考える。この信念の重要な構成要素は、自分の否定的な思考パターンを効果的に変えるには、望ましい変化がすでに起きていると（創造的視覚化によって）「感じる」必要がある、という考えである。ポジティブな思考とポジティブな感情の組み合わせにより、エネルギーの法則と「共鳴」し、良い経験や機会を引き寄せることができると考えられている。創造的視覚化は、ニューエイジの宗教や癒しの形との関連が強いが、東洋と西洋の両方の宗教で瞑想の技法として長く実践されてきたもので、元々は宗教的実践の一部であり、それを流用している。
「引き寄せの法則」は、2006年にオーストラリアで公開されたロンダ・バーンの自己啓発映画『ザ・シークレット』をもとに、まもなく同タイトルで上梓された自己啓発本がベストセラーとなったことから注目を集めた。

## 批判
支持者たちは、引き寄せの法則が真実である論拠として、科学の理論を持ち出している。しかし、実証可能な科学的根拠はなく、多くの研究者が、支持者たちによる科学的概念の誤用を批判している。また、倫理的な問題点も指摘されており、引き寄せの法則に従うなら、悪いことが起こるのは悪いことを考えるからだと「被害者非難」をすることになる、という批判もある。宗教学者のダグラス・E・コーワンは、「もしあなたがこの理屈を信じるなら、誘拐された人やレイプされた人に何を言うことになるか、考えてみてください」と述べている。
精神医学の分野では、ニューソートに代表される引き寄せの法則、ポジティブ思考は、誇張的で科学的根拠があいまいな非合理的思考パターン「認知の歪み」であり、実践により抑うつ状態や不安を永続化させる可能性が指摘されている。歪んだ考え方によって、現実世界を不正確に認識したり、過剰な自信を持ち、他者にも過剰な期待を押し付けるなど、人間関係や社会との関係に齟齬と軋轢が生じ、物事が期待した通りにいかない場合に、自己責任の意識、自責感が強まり、ポジティブ思考のはずが、逆にネガティブな気分が頭をもたげることがあるとされる。